# Estación de Mandri
La estación de Mandri de las líneas 9 y 10 del metro de Barcelona se ubicará en la calle Mandri con el paseo de la Bonanova, en el distrito de Sarriá-San Gervasio. La estación dispondrá de un solo acceso, con escaleras mecánicas y ascensores. En la zona hay importantes centros médicos y bastantes equipamientos escolares como el colegio La Salle Bonanova o el colegio Sant Ignasi Sarrià. Se espera su inauguración en 2027, aunque actualmente las obras están paralizadas.
| << cabecera | < estación | línea  | estación > | cabecera >> |
| ----------- | ---------- | ------ | ---------- | ----------- |
| Metro       |            |        |            |             |
| Aeroport T1 | Sarrià     | (2027) | El Putxet  | Can Zam     |
| Pratenc     | Sarrià     | (2027) | El Putxet  | Gorg        |